# Preserje (Brezovica)
Preserje (Duits: Steitenstetten bei Bernstein) is een plaats in Slovenië en maakt deel uit van de gemeente Brezovica in de NUTS-3-regio Osrednjeslovenska. De plaats telde 386 inwoners op 1 januari 2020.

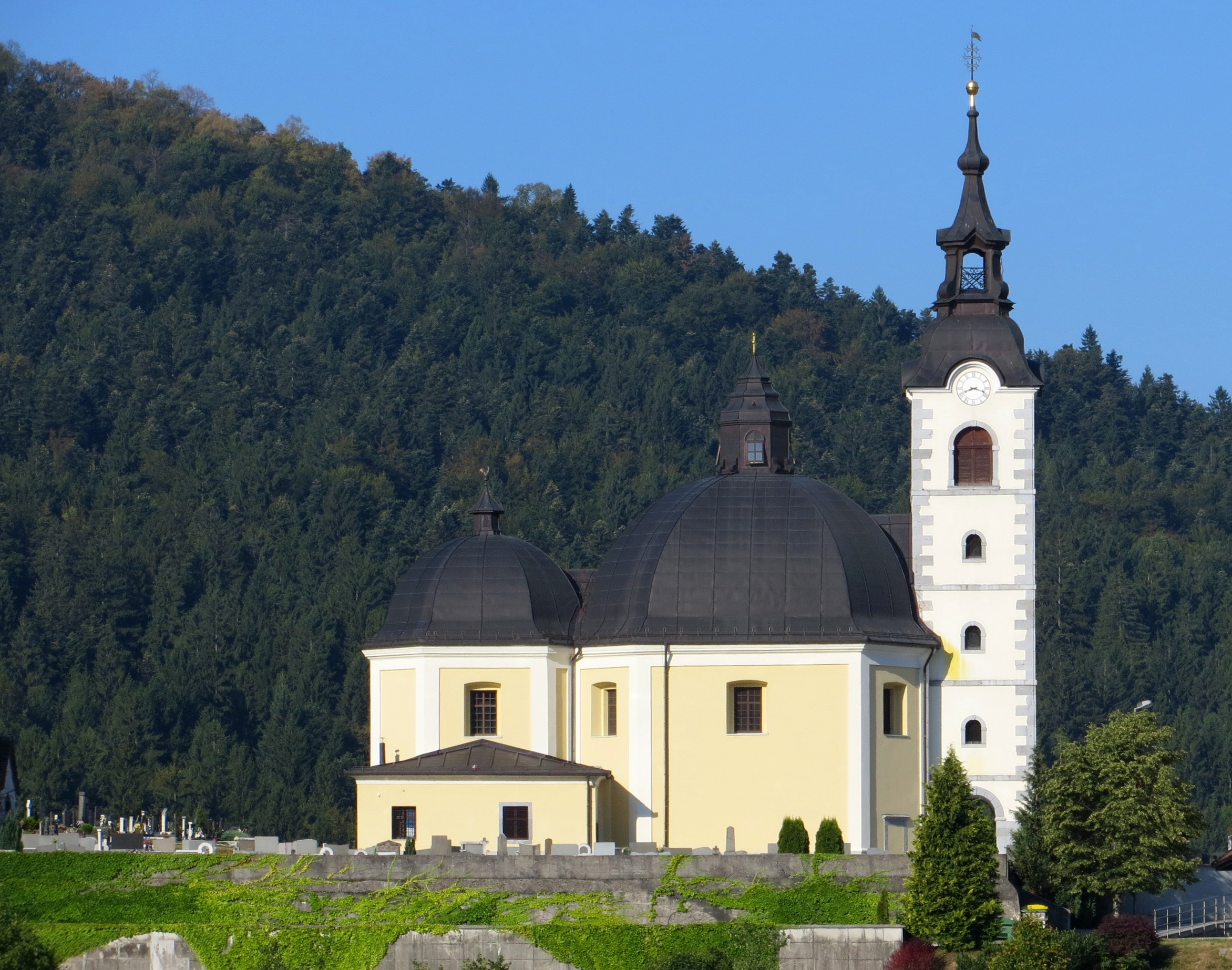
Sint Vituskerk